# タデウシュ・コシチュシュコ

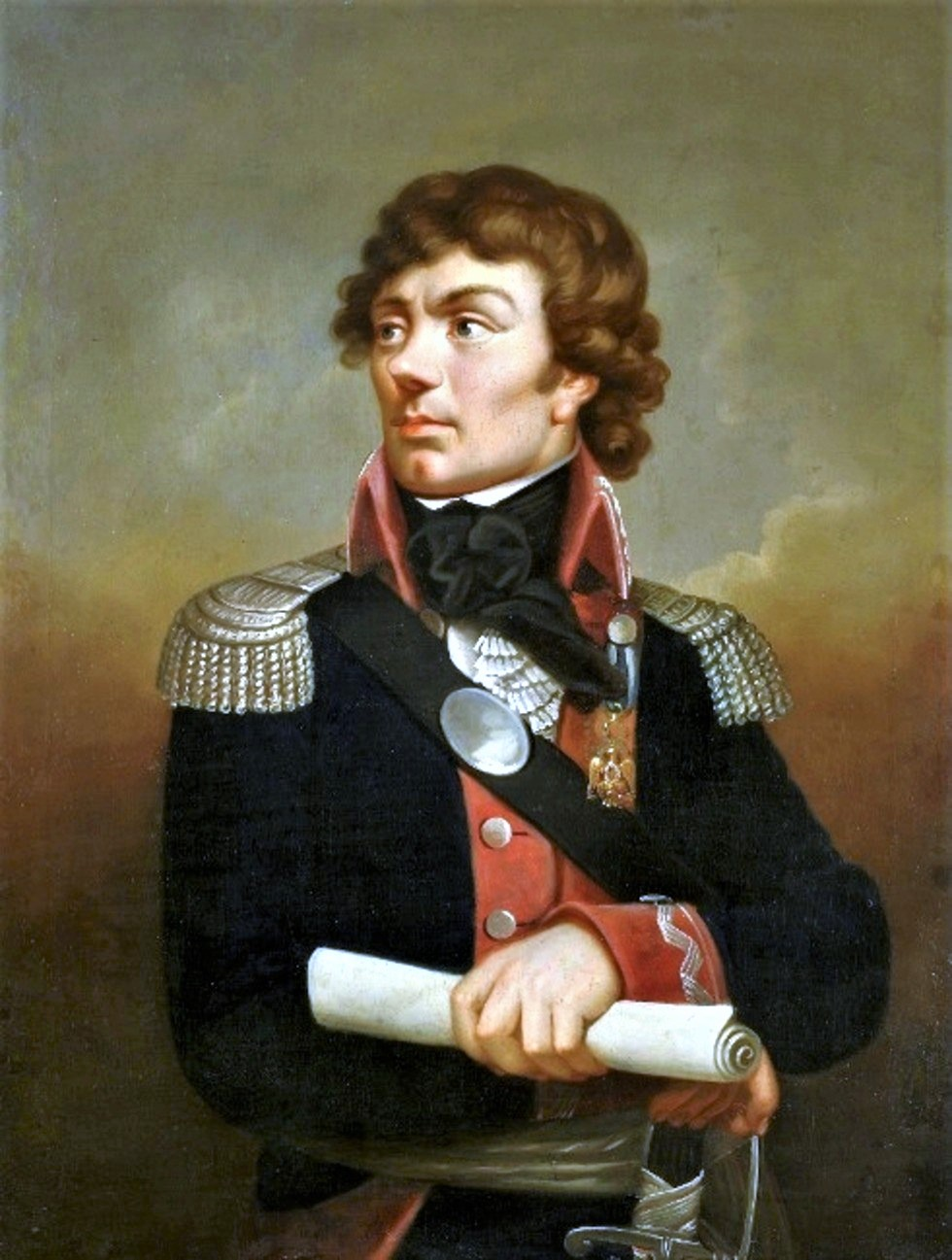
タデウシュ・コシチュシュコ

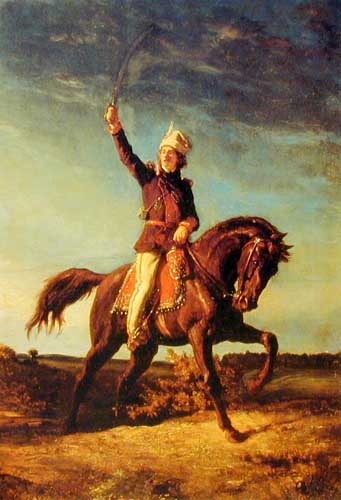
馬上のコシチュシュコ

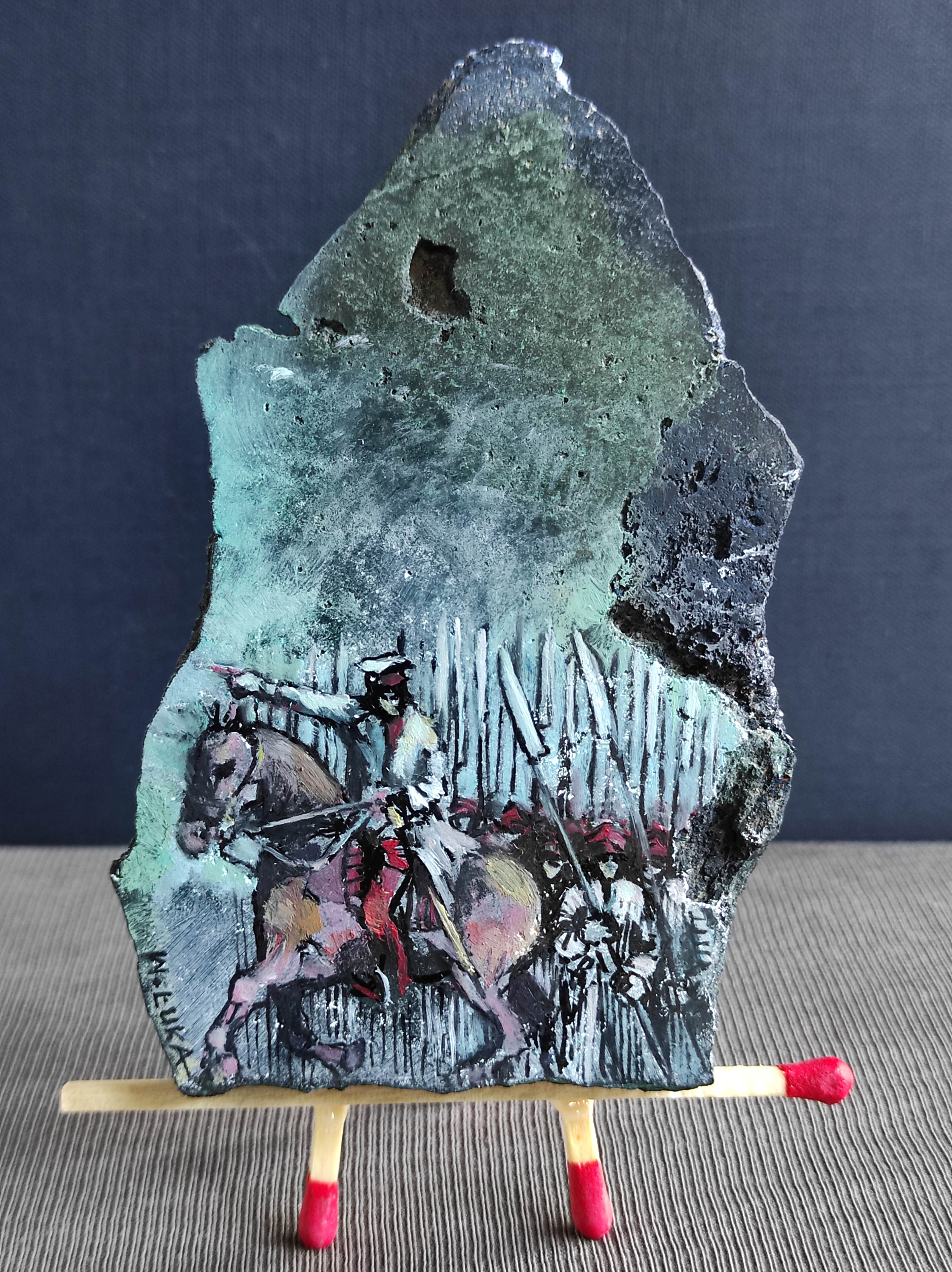
"ラツワヴィツェの戦い", ヴォイチェフ・ルカ 132 x 77 mm, ティヒのヘンリク・ヤン・ドミニアク・ミニチュア専門美術館.

アンジェイ・タデウシュ・ボナヴェントゥラ・コシチュシュコ （波: Andrzej Tadeusz Bonawentura Kościuszko 、1746年2月4日 - 1817年10月15日）はポーランド・リトアニア共和国の将軍にして政治家、アメリカ合衆国の軍人で、1794年の蜂起の指導者としてポーランドとリトアニアでは国民的英雄である。
名前はアンドレーイ・タデーヴシュ・バナヴャントゥーラ・カシツューシュカ（ベラルーシ語: Андрэ́й Тадэ́вуш Банавянту́ра Касьцю́шка ）、ターダス（あるいはタデーウシャス）・コーシツュシュカ（リトアニア語: Tadas/Tadeušas Kosciuška ）、アンドルー・サディアス（あるいはサディーアス）・バナヴェンチャー・カスキアスコウ（あるいはカスィアスコウ（英: Andrew Thaddeus Bonaventure Kosciusko ）など、言語によって呼び方/発音が異なる。
ポーランド語のカナ表記でも、コシチュシコ、コシチューシュコなどとも表記され、従来、日本ではコシューシコと表記されることが多かった。

## 概要
コシチュシュコは1746年、リトアニア大公領ブレスト州メラチョウシュチナ村（ベラルーシ語: Мерачоўшчына 、波: Mereczowszczyzna（メレチョフシュチズナ）、現ベラルーシ領コサヴァ市近郊）の、先祖がジグムント1世の宮廷に仕えていたというベラルーシ系貴族の家庭に末子として生まれた。当地では東方正教会とローマ・カトリックが併存しており、彼は双方の教会で受洗しアンドレーイ（ポーランド語で「アンジェイ」）とタデーウシュという2つの洗礼名を授かった。ワルシャワの幼年学校を卒業後、1769年から1774年の間、ドイツ、イタリア、フランスに派遣されて軍事教育を受けた。彼がまだ三十代であった1776年から1783年の間は、アメリカ独立戦争に義勇兵として参加し、ジョージ・ワシントンの副官として戦い、大陸会議により外国人ながら陸軍准将 (en) に昇進している。その間、トーマス・ジェファーソンらの自由主義思想に強く影響された。
帰国後の1791年、ヨーロッパ初の民主主義成文憲法「5月3日憲法」を制定した4年議会に議員として参加、中道左派の政治スタンスから、4年議会を主導した改革派政党「愛国党」内部の主流派である穏健改革派（「ファミリア」の流れを汲む派閥）と同党の急進改革派（ポーランドのジャコバン派）との間を取り持つ役割を担い、精力的に双方の仲立ちをして、国会対策における巧みな政治手腕を発揮した。
この直後の1792年、新憲法めぐるロシア帝国の干渉と戦った（ポーランド・ロシア戦争）が敗れ、ライプツィヒ、パリで亡命生活を送った。
1793年の第2回ポーランド分割後にポーランドに戻り、主にジャコバン派と農民たちを糾合してクラクフで蜂起（コシチュシュコの蜂起）。最大の戦闘「ラツワヴィツェの戦い」（記念館がヴロツワフにある）でロシア軍に大勝し一時はワルシャワ、ヴィリニュスをおさえたが、やがて兵力を次々と補充してきたロシア・プロイセン連合軍に圧倒された。1794年10月には彼自身も戦傷を負いロシア軍に捕らわれた。コシチュシュコの敗北によりポーランド国家は消滅の憂き目にあう。
1798年にコシチュシュコはフランスへ亡命するが、ナポレオンの帝国思想やそれにもとづいたポーランド政策には同調しなかった。その後はスイスに移住し、ゾーロトゥルンで腸チフスに罹患して客死した。
ロシアの著名な劇作家ミハイル・アルツィバーシェフは曾孫。

## エピソード
アメリカ独立戦争のときのフィラデルフィアでの逸話。「コシチュシュコ」という姓の読み方についてジョージ・ワシントンが、「タディー（タデウシュ）、君のそのコシチュシュコっていう姓は僕らには発音しにくいよ」とコシチュシュコに言ったところ、コシチュシュコは即座にこう言ったという。「ジョージ、僕の姓が言いにくいって？ 君のワシントン（Wa-shing-ton）も僕のコシチュシコ（Koś-ciu-szko）もどっちもたったの3音節なのにかい？」